# Bali (bantu jezik)
Bali jezik (baali, dhibali, kibaali, kibala, kibali, libaali; ISO 639-3: bcp), nigersko-kongoanski jezik porodice bantu kojim govori 42 000 ljudi (1987 UBS) u provinciji Orientale, Demokratska Republika Kongo.  
Uz još 10 jezika čini podskupinu Lega-Kalanga (D.20). Postoje četiri dijalekta: bemili, bakundumu, bafwandaka i bekeni. U upotrebi je (kod uglednijih i mlađih ljudi) i kongoanski swahili [swc]. Govornici se zovu Babali. Službeni naziv jezika je ‘kibali’ dok ga oni sami nazivaju ‘dhibali’.

## Vanjske poveznice
- Ethnologue (14th)
- Ethnologue (15th)